# تهوية غير باضعة
تعني التهوية غير الباضعة (اختصارًا NIV) تقديم الدعم التنفسي من خلال قناع الوجه أو القناع الأنفي أو الخوذة. يُعطى الهواء، المزود بالأكسجين، للمريض عبر القناع تحت ضغط إيجابي؛ وقيمة الضغط المطبق قابلة للتعديل تبعًا لقدرة المريض على التنفس. تُوصف هذه الآلية بأنها غير باضعة لأنها تقدم الدعم التنفسي عبر قناع يلائم الوجه جيدًا أو يلائم الرأس، دون الحاجة إلى التنبيب الرغامي (إدخال أنبوب عبر الفم إلى الرغامى). رغم التشابه بين التهوية غير الباضعة وتقنية ضغط الهواء الإيجابي المستمر (CPAP)، التي تدعم التنفس عبر تطبيق مستوى ثابت من الضغط الإيجابي خلال كافة مراحل دورة التنفس؛ فإن ضغط الهواء الإيجابي المستمر لا يوفر التهوية. يُستخدم ضغط الهواء الإيجابي المستمر أحيانًا لنفس دواعي استخدام التهوية غير الباضعة.
تستخدم التهوية غير الباضعة في الفشل التنفسي الحاد الذي تسببه حالات تنفسية عدة، أبرزها الداء الرئوي الساد المزمن (COPD)؛ أظهرت عدة دراسات أن الاستخدام الملائم للتهوية غير الباضعة يقلل الحاجة للتهوية الباضعة ومضاعفاتها. علاوة على ذلك، يمكن استخدامه على المدى الطويل عند الأشخاص غير القادرين على التنفس نتيجة حالات مرضية مزمنة.

## الاستخدامات الطبية
تُستخدم التهوية غير الباضعة في تدبير الفشل التنفسي في نوبات الداء الرئوي الساد المزمن الشديدة وفي الفشل القلبي الحاد غير المعاوض. يمكن أن تُستخدم التهوية غير الباضعة في الحالات الحادة والمزمنة. تتنامى الحاجة للاستخدام المنزلي طويل الأمد للتهوية غير الباضعة.
اقترح استخدام التهوية غير الباضعة في تدبير داء كورونا 2019 (كوفيد-19) عند وجود نقص في معدات التهوية الباضعة. تسمح الأقنعة غير الملائمة بمرور القطيرات التنفسية الناقلة للفيروس لذا يلزم استخدام الحماية الكاملة من قبل مقدمي الرعاية لهؤلاء المرضى.

### الداء الرئوي الساد المزمن
الاستطباب الأكثر شيوعًا لاستخدام التهوية غير الباضعة بشكل حاد هو الداء الرئوي الساد المزمن. يعتمد قرار تطبيق التهوية غير الباضعة في قسم الطوارئ عادةً على استجابة المريض الأولية للأدوية (الموسعات القصبية المعطاة عبر الرذّاذة) ونتائج فحص غازات الدم الشرياني. إذا بقيت الرئتان غير قادرتين على التخلص من ثنائي أكسيد الكربون بعد هذه الأدوية (تطور الحماض التنفسي)، يُستطَب تقديم التهوية غير الباضعة. يكون مستوى ثنائي أكسيد الكربون عند الكثيرين من مرضى الداء الرئوي الساد مرتفعًا بشكل مزمن إلى جانب المعاوضة الاستقلابية، لذا يستطب تطبيق التهوية غير الباضعة فقط في حال الارتفاع الحاد في مستوى ثنائي أكسيد الكربون إلى حد يجعل درجة حموضة الدم أقل من 7.35 (pH<7.35). لا يوجد حد أعلى لا يُسمح بعده بتقديم التهوية غير الباضعة، إلا أن الحالات الشديدة من الحماض ترفع احتمال فشل التهوية غير الباضعة وتوجب اللجوء إلى التهوية الميكانيكية.

### الأسباب الأخرى للفشل التنفسي الحاد مفرط الكاربامية
يمكن أن يؤدي التوسع القصبي إلى الفشل التنفسي الحاد مفرط الكاربامية وهنا تستطب التهوية غير الباضعة كما هي الحال في الداء الرئوي الساد المزمن. هذا ما يحدث حين يكون التليف الكيسي السبب المستبطن. يسبب التليف الكيسي أيضًا زيادة حجم المخاط ما قد يتطلب معالجة فيزيائية مساعدة متخصصة وثقب الرغامى البسيط لإزالة المخاط في بعض الأحيان.
عند المصابين بتشوهات جدار الصدر أو الأمراض العصبية العضلية، قد تلزم التهوية غير الباضعة عندما يكون مستوى ثنائي أكسيد الكربون في الدم مرتفعًا حتى دون وجود حماض. في الداء العصبي العضلي، يستخدم مقياس تنفسي يعرف باسم السعة الحيوية لتحديد الحاجة للدعم التنفسي.
تسبب متلازمة نقص التهوية المرافق للبدانة فشلًا تنفسيًا مفرط الكاربامية حادًا، معايير استخدام التهوية غير الباضعة مشابهة للداء الرئوي الساد المزمن (انخفاض Ph، ارتفاع CO2)، مع ذلك، يمكن استخدام التهوية غير الباضعة عند بعض المرضى في المستشفى حين تكون درجة  pH طبيعية؛ تشمل هذه الحالات الأفراد الذين يشتكون من النعاس النهاري واضطرابات التنفس خلال النوم و/أو عند وجود مظاهر فشل القلب الأيمن.
في الوذمة الرئوية الحادة قلبية المنشأ المسبَبة بالفشل القلبي غير المعاوَض، جودة الدليل على فائدة التهوية غير الباضعة ضعيفة ولكن أظهرت الدراسات انخفاضًا في خطر الموت وانخفاض الحاجة للتنبيب الرغامي عند استخدام التهوية غير الباضعة أو الضغط الهوائي الإيجابي المستمر. يمكن أيضًا استخدام الطريقتين في أثناء رعاية المريض قبل الوصول إلى المستشفى.
يمكن أن يسبب الربو الشديد الحاد الفشل التنفسي الحاد مفرط الكاربامية، يسمى حينها «الربو شبه المميت». توجد أدلة ضعيفة حول فعالية التهوية غير الباضعة في هذه الحالات التي تحتاج بشدة للتنفس الميكانيكي. لا تعطي التعليمات الإرشادية التخصصية توصيات واضحة في هذا الشأن، ويُقترح أن تُستخدم التهوية غير الباضعة فقط في وحدة العناية المركزة حيث يمكن تدبير أي تدهور محتمل في الصحة على الفور، أو ألا تستخدم على الإطلاق. يطور بعض مرضى الربو المزمن داءً رئويًا مستقرًا مشابهًا لمرضى الداء الرئوي الساد المزمن ويمكن استخدام التهوية غير الباضعة في مثل هذه الحالات.
يتطور الفشل التنفسي أحيانًا بعد الجراحات الكبرى. يمكن استخدام التهوية غير الباضعة في هذه الحالات خلال فترة الشفاء. عند المرضى الذين احتاجوا التهوية الميكانيكية في وحدة العناية المركزة  والمعرضين للنكس بنسبة كبيرة، يمكن استخدام التهوية غير الباضعة للوقاية، يوصى بالتهوية المكانيكية دون التهوية غير الباضعة إذا تطور الفشل التنفسي. عند الذين احتاجوا للتهوية بسبب الفشل التنفسي مفرط الكاربامية، يمكن استخدام التهوية غير الباضعة لتسهيل عملية الفطام عن جهاز التنفس لاحقًا.

### الاستخدام المزمن/ المنزلي
يستطب الاستخدام المنزلي للتهوية غير الباضعة في الحالات الشديدة من الداء الرئوي الساد المزمن.
تُستطب التهوية غير الباضعة أيضًا عند مرضى تشوهات جدار الصدر ومرضى الداء العصبي العضلي بشكل مزمن.
يمكن أن يحتاج المصابون بمتلازمة نقص التهوية المرافق للبدانة إلى التهوية غير الباضعة في المستشفى أول الأمر، ويحوَل الكثير منهم بعد ذلك إلى التهوية بالضغط الإيجابي المستمر. توصي الإرشادات السريرية الصادرة من جمعية الصدر الأمريكية بتقديم التهوية غير الباضعة لهؤلاء المرضى عند خروجهم من المستشفى مع إجراء استقصاءات إضافية للنوم. بخصوص المباشَرة بالمعالجة بالضغط الإيجابي، تقول توصيات جمعية الصدر الأمريكية إن المعيار عند مرضى انقطاع النفس النومي المرضى هو مستوى ثنائي أكسيد الكربون الشرياني إذا كان الخطر مرتفعًا ومستوى البيكربونات في الدم الوريدي عند وجود خطورة معتدلًا، وذلك لتشخيص متلازمة نقص التهوية المرافق للبدانة وتحديد العلاج المستطب.
يوصى بعلاج المصابين بانقطاع النفس النومي الشديد ومتلازمة نقص التهوية المرافق للبدانة باستخدام التهوية بالضغط الإيجابي المستمر علمًا أن جودة الأدلة التي تفضلها على التهوية غير الباضعة ضعيفة.
التهوية غير الباضعة أكثر فعالية عند 30% من المرضى الذين يعانون من متلازمة نقص التهوية المرافق للبدانة فقط وتكون أكثر كفاءة من الناحية الاقتصادية. المصابون بمتلازمة نقص التهوية المرافقة للبدانة وانقطاع النفس النومي الانسدادي الذين لا يستجيبون للتهوية بالضغط الإيجابي المستمر رغم الالتزام الجيد بالمعالجة يمكن تحويلهم إلى التهوية غير الباضعة.
يحتاج المصابون بمرض العصبون الحركي أحيانًا إلى التهوية غير الباضعة المنزلية خلال مراحل مرضهم. تنص الإرشادات في المملكة المتحدة على ضرورة تقييم الوظيفة التنفسية في خطة التدبير متعدد الاختصاصات عند هؤلاء المرضى.